# طول قوس

عند تقويمه، يصبح المنحنى خطًا مستقيمًا بطول نفس طول قوس المنحنى.

طول القوس s لحلزون لوغاريتمي كدالة لوسيطِه θ، بتعبير آخر:.

طول القوس هو المسافة بين نقطتين على طول مقطع من المنحنى. يسمى تحديد طول مقطع القوس غير المنتظم أيضًا تصحيح المنحنى. أدى ظهور حساب التفاضل والتكامل إلى صيغة عامة توفر حلولاً منغلقة الشكل في بعض الحالات.

## إيجاد أطوال قوس باستخدام التكامل

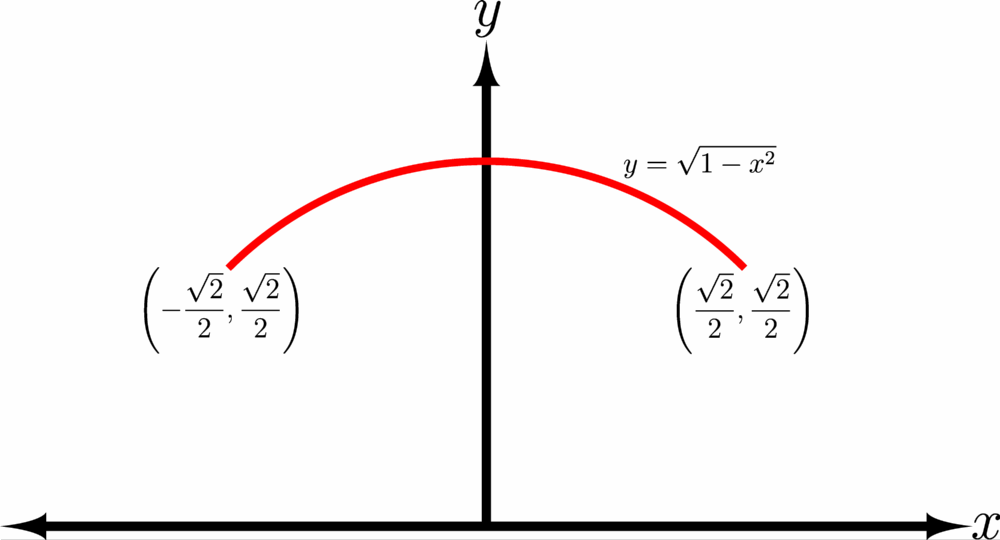
ربع الدائرة

إذا كان منحنى مستو في {\displaystyle \mathbb {R} ^{2}} معرف بواسطة المعادلة {\displaystyle y=f(x)}، حيث {\displaystyle f} قابل للتفاضل باستمرار، فهي ببساطة حالة خاصة لمعادلة وسيطية حيث {\displaystyle x=t} و {\displaystyle y=f(t)}. ثم يُعطى طول القوس بواسطة:
{\displaystyle s=\int _{a}^{b}{\sqrt {1+\left({\frac {dy}{dx}}\right)^{2}}}dx.}
تشمل المنحنيات التي تحتوي على حلول منغلقة الشكل لطول القوس: منحنى السلسلة، ودائرة، ودويري، وحلزون لوغاريتمي، وقطع مكافئ، وقطع مكافئ نصف تكعيبي وخط مستقيم. أدى عدم وجود حل منغلق الشكل لطول الأقواس الإهليلجية والزائدية إلى تطوير التكاملات الإهليلجية.

### التكامل العددي
في معظم الحالات، بما في ذلك المنحنيات البسيطة، لا توجد حلول منغلقة الشكل لطول القوس والتكامل العددي ضروري. التكامل العددي للتكامل طول القوس عادة ما تكون فعالة جدا. على سبيل المثال، ضع في اعتبارك مشكلة البحث عن طول ربع دائرة الوحدة من خلال التكامل العددي لطول القوس. النصف العلوي لدائرة الوحدة يمكن أن تكون معلمة كـ {\displaystyle y={\sqrt {1-x^{2}}}}. يتوافق المجال {\displaystyle x\in [-{\sqrt {2}}/2,{\sqrt {2}}/2]} مع ربع الدائرة. بما أن{\displaystyle dy/dx=-x/{\sqrt {1-x^{2}}}} و {\displaystyle 1+(dy/dx)^{2}=1/(1-x^{2})}، فإن طول ربع دائرة الوحدة هو
{\displaystyle \int _{-{\sqrt {2}}/2}^{{\sqrt {2}}/2}{\frac {1}{\sqrt {1-x^{2}}}}\,dx}
يختلف تقدير تربيع غاوس-كرونرود خمسة عشري النقاط لهذا التكامل البالغ 1.570796326808177 عن الطول الحقيقي لـ:
{\displaystyle {\Big [}\arcsin x{\Big ]}_{-{\sqrt {2}}/2}^{{\sqrt {2}}/2}={\frac {\pi }{2}}}
بمقدار 1.3×10−11 وتقدير قاعدة التربيع الغاوسي ستة عشري النقاط والذي يبلغ 1.570796326794727 يختلف عن الطول الحقيقي بمقدار 1.7×10−13.

### الأنظمة الإحداثية الأخرى
ليكن {\displaystyle \mathbf {C} (t)=(r(t),\theta (t))} منحنى معبر عنه بالإحداثيات القطبية. التحويل الذي يحول الإحداثيات القطبية إلى الإحداثيات الديكارتية هو
{\displaystyle \mathbf {x} (r,\theta )=(r\cos \theta ,r\sin \theta )}
الدالة المكاملة لتكامل طول القوس هي {\displaystyle |(\mathbf {x} \circ \mathbf {C} )'(t)|}. تظهر قاعدة السلسلة لحقول المتجهات أن{\displaystyle D(\mathbf {x} \circ \mathbf {C} )=\mathbf {x} _{r}r'+\mathbf {x} _{\theta }\theta '}. لذا يكون الدالة المكاملة المربّعة لتكامل طول القوس هي:
{\displaystyle (\mathbf {x_{r}} \cdot \mathbf {x} _{r})(r')^{2}+2(\mathbf {x} _{r}\cdot \mathbf {x} _{\theta })r'\theta '+(\mathbf {x} _{\theta }\cdot \mathbf {x} _{\theta })(\theta ')^{2}=(r')^{2}+r^{2}(\theta ')^{2}}
لذلك بالنسبة للمنحنى المعبر عنه بالإحداثيات القطبية، يساوي طول القوس:
{\displaystyle \int _{t_{1}}^{t_{2}}{\sqrt {\left({\frac {dr}{dt}}\right)^{2}+r^{2}\left({\frac {d\theta }{dt}}\right)^{2}}}dt=\int _{\theta (t_{1})}^{\theta (t_{2})}{\sqrt {\left({\frac {dr}{d\theta }}\right)^{2}+r^{2}}}d\theta }
لتكن الآن {\displaystyle \mathbf {C} (t)=(r(t),\theta (t),\phi (t))} منحنى معبر عنه بالإحداثيات الكروية حيث {\displaystyle \theta } هي الزاوية القطبية المقاسة من محور {\displaystyle z}-الموجب و{\displaystyle \phi } هي زاوية السمت. التحويل الذي يحول من الإحداثيات كروية إلى الإحداثيات الديكارتية هو:
{\displaystyle \mathbf {x} (r,\theta ,\phi )=(r\sin \theta \cos \phi ,r\sin \theta \sin \phi ,r\cos \theta )}
يظهر استخدام قاعدة السلسلة مرة أخرى أن: {\displaystyle D(\mathbf {x} \circ \mathbf {C} )=\mathbf {x} _{r}r'+\mathbf {x} _{\theta }\theta '+\mathbf {x} _{\phi }\phi '}. لذا يكون الدالة المكاملة المربّعة لتكامل طول القوس هي:
{\displaystyle (\mathbf {x} _{r}\cdot \mathbf {x} _{r})(r'^{2})+(\mathbf {x} _{\theta }\cdot \mathbf {x} _{\theta })(\theta ')^{2}+(\mathbf {x} _{\phi }\cdot \mathbf {x} _{\phi })(\phi ')^{2}=(r')^{2}+r^{2}(\theta ')^{2}+r^{2}\sin ^{2}\theta (\phi ')^{2}}، حيث {\displaystyle \mathbf {x} \cdot \mathbf {y} } هو الضرب القياسي للمتجهين {\displaystyle \mathbf {x} } و {\displaystyle \mathbf {y} }.
لذلك بالنسبة للمنحنى المعبر عنه بالإحداثيات الكروية، يساوي طول القوس:
{\displaystyle \int _{t_{1}}^{t_{2}}{\sqrt {\left({\frac {dr}{dt}}\right)^{2}+r^{2}\left({\frac {d\theta }{dt}}\right)^{2}+r^{2}\sin ^{2}\theta \left({\frac {d\phi }{dt}}\right)^{2}}}dt}
يظهر حساب مشابه جدًا أن طول قوس المنحنى المعبر عنه بالإحداثيات الأسطوانية يساوي:
{\displaystyle \int _{t_{1}}^{t_{2}}{\sqrt {\left({\frac {dr}{dt}}\right)^{2}+r^{2}\left({\frac {d\theta }{dt}}\right)^{2}+\left({\frac {dz}{dt}}\right)^{2}}}dt}